# Рамасухское городское поселение
Рамасухское городско́е поселе́ние — муниципальное образование в Почепском районе Брянской области Российской Федерации.
Административный центр — пгт Рамасуха.

## История
Статус и границы городского поселения установлены Законом Брянской области от 9 марта 2005 года № 3-З «О наделении муниципальных образований статусом городского округа, муниципального района, городского поселения, сельского поселения и установлении границ муниципальных образований в Брянской области».

## Население
| 2009 | 2010 | 2011 | 2012 | 2013 | 2014 | 2015 | 2016 | 2017 |
| ---- | ---- | ---- | ---- | ---- | ---- | ---- | ---- | ---- |
| 566  | ↘481 | ↘480 | ↘471 | ↘447 | ↘437 | ↘424 | ↘417 | ↘403 |
| 2018 | 2019 | 2020 | 2021 |      |      |      |      |      |
| ↘396 | ↗402 | ↘390 | ↘371 |      |      |      |      |      |

## Состав городского поселения
| № | Населённый пункт | Тип населённого пункта      | Население |
| - | ---------------- | --------------------------- | --------- |
| 1 | Рамасуха         | пгт, административный центр | ↘371      |